# Onciale 0208
- Papyrus
- Onciale
- Minuscules
- Lectionnaire

Le Codex 0208, portant le numéro de référence 0208 (Gregory-Aland), est un manuscrit du Nouveau Testament sur parchemin écrit en écriture grecque onciale.

## Description
Le codex se compose de deux folios. Il est écrit en deux colonnes, de 31 lignes par colonne. Les dimensions du manuscrit sont 23 x 16 cm,. Les paléographes datent ce manuscrit du VIe siècle.
C'est un manuscrit contenant le texte incomplet de la Épître aux Colossiens (1,29-2,10.13-14) et Première épître aux Thessaloniciens (2,4-7.12-17). C'est un palimpseste, le texte supérieur contient "Chronicon" de Prosper Tiro.
Le texte du codex représenté type mixte. Kurt Aland le classe en Catégorie III. 
Le manuscrit a été examiné par Alban Dold.
Lieu de conservation
Il est conservé à la Bayerische Staatsbibliothek (29022 e) à Munich,.